# جیمز اف ریلی
جیمز اف ریلی (به انگلیسی: James Francis Reilly, II) فضانورد اهل کشور ایالات متحده آمریکا است که در ۱۸ مارس ۱۹۵۴ میلادی در پایگاه هوایی نیروهای ویژه ماونتن هووم زاده شد.
وی در مأموریت اس‌تی‌اس-۸۹، اس‌تی‌اس-۱۰۴، اس‌تی‌اس-۱۱۷ حضور داشته است.